# Acre-pulgada
Acre-pulgada je jednotka objemu používaná na Kubě. Zaznamenává objem kvádru o obsahu plochy 1 acru a výšce 1 pulgady (palce). Její hodnota činí přibližně 102,8 m³.